# Знамя Труда (трест)
«Знамя Труда» — советский трест, объединявший ряд машиностроительных предприятий в Ленинграде, специализировавшихся на производстве трубопроводной арматуры. Трест образован путем слияния ряда национализированных после Октябрьской революции предприятий. Сами предприятия также получили название «Знамя Труда».

## История
Завод Гроша
59°57′33″ с. ш. 30°19′10″ в. д.
Завод основан в 1878 году на углу Каменноостровского проспекта и Дивенской улицы Санкт-Петербурга немецким промышленником Р. К. Грошем. В 1887 году завод приобретает прусский подданный Р. Л. Лангензипен. Завод получил название «Чугуно- и меднолитейный механический завод и арматурная фабрика Лангензипена». Специализировался на производстве насосов, труб, пожарных кранов. К 1895 году на заводе работало 650 человек. Новый собственник активно расширял производство, застраивая корпусами завода квартал, ограниченный Каменноостровским проспектом, Дивенской и Малой Монетной улицами. К началу XXI века сохранилось несколько зданий завода постройки XIX века. В 1911 году завод акционируется.
Завод Тильманса
59°53′13″ с. ш. 30°16′50″ в. д.
Завод основан в 1900 году прусским подданным Эвальдом Тильмансом за Нарвской заставой в районе пересечения нынешних улицы Трефолева и Школьного переулка. В 1906 году предприятие акционируется и получает название «Северный механический и котельный завод в Петербурге». В 1912 году Лангензипен покупает завод, перенеся сюда часть производства с завода Гроша.
К 1915 году Лангензипен выходит из активов в России в связи с Первой мировой войной. Собственниками заводов становятся банки и частные лица.
Охтинские мастерские
59°56′10″ с. ш. 30°25′05″ в. д.
В XIX веке на берегах реки Охты возникают мастерские по изготовлению и ремонту маломерных судов. В 1877 году здесь создаётся АО «Русско-Финляндское лёгкое пароходство». В 1913 году оно объединяется с соседским Русско-американским акционерным металлическим обществом и преобразуется в Судостроительный и механический завод «Охта».
СССР
В 1918 году предприятия национализируются. В 1922 году заводы объединяются в трест «Знамя Труда». Завод Гроша на Петроградке теперь называют «Знамя Труда № 1», на Нарвской заставе «Знамя Труда № 2», на Охте «Знамя Труда № 5» имени И. И. Лепсе. После ряда преобразований, в 1966 году, заводы оказались объединены в Ленинградское научно-производственное объединение арматуростроения (НПО) «Знамя труда».
Настоящее время
После распада СССР НПО разделяется на ряд приватизированных предприятий. «Знамя Труда № 1» прекращает деятельность, его корпуса становятся коммерческой недвижимостью. «Знамя Труда № 2» (бывший завод Тильманса) становится АО «Армалит». «Знамя Труда № 5» (бывшие Охтинские мастерские) распадается на АО «Завод „Знамя труда“», «Балтпромарматура» и АО «Завод малых серий „Знамя труда“».